# Théodore Lecard
Théodore Lecard est un botaniste français qui a œuvré au développement des cultures tropicales en Cochinchine, en Algérie, au Sénégal et au Soudan français.
Théodore Lecard, succéda au jardinier Jean Michel Claude Richard, au poste de directeur du jardin botanique de Richard-Toll, sous le contrôle de Louis Faidherbe, militaire français chargé d'administrer le Sénégal et décidé à favoriser les plantations. Ses expériences ont montré en 1865 que les rendements cotonniers étaient plus que décuplés en culture d'irrigation, atteignant 200 à 300 kg de coton par hectare mais pouvant dépasser 1 150 kg pour les bonnes terres. Lecard a comparé les rendements des cotons cultivés au Sénégal et en Égypte et aux États-Unis pour identifier les facteurs de performances.
Le ministre de l'instruction publique l'a ensuite chargé d'une mission d'exploration au Soudan, à la suite du voyage à Séga de Paul Soleillet. Ses expériences sur l'irrigation seront reprises par l'inspecteur général des colonies Yves Henry, auteur en 1906 de l'ouvrage Le Coton dans l'Afrique Occidentale Française.